# Glada, Ada och den mystiska främlingen
Glada, Ada och den mystiska främlingen, även Ada, Glada och den mystiska främlingen, (finska: Onneli, Anneli ja salaperäinen muukalainen) är en finsk barnfilm från 2017, regisserad av Saara Cantell. Filmen hade premiär 27 januari 2017.
Filmen är baserad på Marjatta Kurenniemis bok Onneli, Anneli ja orpolapset, och är den tredje filmen baserad på barnboksserien Ada och Glada.

## Handling
Ett barnhem öppnas i närheten av Adas och Gladas hus, från vilket en pojke vid namn Pekki (Aarni Rämö) rymmer. Pekki berättar för tjejerna om barnhemmet och dess strikta chef Minna Pinna (Jenni Kokander). Barnen bildar Rosenkreuzarföreningen och vidtar åtgärder för att förbättra förhållandena på barnhemmet. Familjen Tomtetott och Ruusupuu hjälper också till.

## Rollista
| Aava Merikanto      | – Ada                       |
| Lilja Lehto         | – Glada                     |
| Aarni Rämö          | – Pekki                     |
| Jenni Kokander      | – Minna Pinna               |
| Jani Toivola        | – Kattmyntas borgmästare    |
| Elina Knihtilä      | – Tingelstina               |
| Kiti Kokkonen       | – Tangelstina               |
| Jaakko Saariluoma   | – polismästare Urho Ulpukka |
| Johanna af Schultén | – fru Rosina Rusina         |
| Eija Ahvo           | – fru Ruusupuu              |
| Joonas Saartamo     | – herr Tomtetott            |
| Aleksis Koistinen   | – Putti                     |

## Produktion
Filmen spelades in i Lovisa i juli och augusti 2016 med en budget på runt 1,7 miljoner euro. Filmen mottog ekonomiskt stöd från Finlands filmstiftelse och Yle med Lovisa stad, Kannustalo och Novita som partners och distribuerades av Nordisk Film.

## Mottagande
Filmen lockade över 100 000 tittare efter bara nio dagar den 5 februari 2017.